# Bowral
Bowral ist eine Kleinstadt mit etwa 13.600 Einwohnern, die rund 136 Kilometer südlich von Sydney im australischen Bundesstaat New South Wales nahe der Küste liegt. Verwaltungsmäßig ist Bowral Teil des Wingecarribee Shire, der die landschaftliche Region Southern Highlands umfasst.

## Geografie
Der Ort liegt rund 40 Kilometer westlich von Wollongong und der Küste entfernt im Südosten des Bundesstaats. In der Umgebung finden sich mehrere andere historische Städte: Mittagong in einer Entfernung von fünf Kilometern und Moss Vale sowie Berrima in einer Entfernung von neun Kilometern. Der Vorort East Bowral und das Dorf Burradoo liegen in der Nähe.

## Geschichte
Die Kolonialgeschichte von Bowral reicht etwa 200 Jahre zurück. In der vorkolonialen Zeit war das Land die Heimat eines Aborigine-Stammes, der als Tharawal (oder Dharawal) bekannt war. Der erste Europäer, der hier ankam, war der ehemalige Sträfling John Wilson, der von Gouverneur John Hunter beauftragt worden war, den Süden der neuen Kolonie Sydney zu erkunden. Später wies der Gouverneur der Kolonie New South Wales, Lachlan Macquarie, John Oxley 2400 Acres (9,7 km²) Land als Landzuteilung zu, das später als Bowral zu einer Gemeinde wurde.
Zwischen den 1860er und den 1890er Jahren wuchs die Stadt schnell vor allem durch den Bau der Eisenbahnlinie von Sydney nach Melbourne. Im Jahr 1863 wurde die erste Kirche errichtet. Gärten und europäische Pflanzen blühten ab 1887 auf, als die Bürger von Bowral begannen, Laubbäume zu pflanzen, um die Gegend mehr an Europa erinnern zu lassen. Dieses Erbe lebt in Bowral noch immer fort. Im 21. Jahrhundert wurde die Stadt ein beliebter Altersruhesitz für Rentner aus Sydney.

## Infrastruktur
Der Hume Highway, der im Norden nach Sydney und im Süden nach Canberra, den Snowy Mountains und Melbourne führt, umgeht die Stadt in einer Distanz von etwa fünf Kilometern. In der Vergangenheit diente Bowral als Übernachtungsort für Reisende.
Der Bahnhof Bowral wird von der Southern Highlands Line angefahren, die zwischen Sydney und Moss Vale oder Goulburn verkehrt. Fernverkehrszüge verkehren nach Canberra und Melbourne.

## Persönlichkeiten
- John Kerin (1937–2023), australischer Politiker
- Glenn Turner (* 1984), Hockeyspieler